# جيمس فورتن
جيمس فورتن (بالإنجليزية: James Forten)‏ (2 سبتمبر 1766 – 4 مارس 1842) كان إبطاليًا أمريكيًا من أصل إفريقي ورجل أعمال ثري في فيلادلفيا، بنسيلفانيا. ولد حرًا في المدينة، وأصبح صانع أشرعة بعد الحرب الثورية الأمريكية. بعد التدريب، أصبح كبير العمال واشترى مؤسسة بحرية عندما تقاعد رئيسه. بالاعتماد على المعدات التي طورها بنفسه، أسس عملًا مربحًا للغاية. كانت المؤسسة تقع على الواجهة البحرية المزدحمة لنهر ديلاوير، في منطقة تسمى الآن بينز لاندينغ.
استخدم جيمس فورتن ثروته ومكانته الاجتماعية للعمل من أجل الحقوق المدنية للأمريكيين الأفارقة في كل من المدينة وفي جميع أنحاء البلاد. ابتداءً من عام 1817، عارض حركات الاستعمار، ولا سيما حركات جمعية الاستعمار الأمريكية. وأكد مطالبة الأمريكيين بحصة في الولايات المتحدة. أقنع وليم لويد غاريسون بتبني موقف مناهض للاستعمار وساعد في تمويل صحيفته ذا ليبراتور (1831-1865)، وكثيرًا ما نشر رسائل حول القضايا العامة. أصبح نائب رئيس جمعية مكافحة العبودية الأمريكية ثنائية العرق، التي تأسست في عام 1833، وعمل من أجل إلغاء العبودية على المستوى الوطني. كما تكرست عائلته الكبيرة لهذه الأسباب، وتزوجت ابنتان له من إخوان بورفيس ذوي العرق المختلط، الذين استخدموا ثرواتهم كقادة للحركة الإبطالية.

## نشأته والتعليم
ولد جيمس فورتن حرًا في 2 سبتمبر 1766، في فيلادلفيا، بنسيلفانيا، وهو واحد من بين طفلين لتوماس ومارجريت فورتن. كان توماس فورتن حفيد عبد «حرر نفسه».
رغم ذلك، مات توماس فورتن صغيرًا، وبدأ ابنه جيمس في العمل في سن السابعة لمساعدة والدته وشقيقته. في البداية عمل كناسًا للمداخن، وأصبح لاحقًا بائعًا في محل بقالة. ارتداد المدرسة الإفريقية، التي يديرها إبطالي جمعية الأصدقاء الدينية (الكويكرز) أنتوني بينيزت، الذي أسسها لتعليم الأطفال السود مجانًا. أصرت والدته على استمراره في الذهاب إلى المدرسة، ولكن في سن التاسعة، ترك فورتن المدرسة للعمل بدوام كامل. أصبحت سنوات عمله الأولى مقياسًا للتقدم في حياته ومسيرته المهنية.
في سن الرابعة عشرة، خلال الحرب الثورية الأمريكية، خدم فورتن على قرصنة رويال لويس التفويضية، بقيادة الكابتن ستيفن ديكاتور الأب. استحوذ البريطانيين علي رويال لويس، وكان فورتن على وشك أن يصبح عبدًا. أُعجب قائد البحرية الملكية جون بيزلي، والذي استولى على سفينة القرصنة التفويضية، بفورتن، وفكر بمعاملته كأسير حرب.
نُقل جميع السجناء إلى إتش إم إس جيرسي، ثم رست في خليج والبوت، في وقت لاحق موقع ساحة البحرية بروكلين. كانت هذه إحدى السفن العديدة المستخدمة كسجون، حيث مات نحو 11,000 شخص خلال الحرب، معظمهم بسبب الأمراض. احتجز البريطانيون أيضًا جنود الجيش القاري على متن السفينة، التي كانت ظروفها قاسية جدًا. حُشر الآلاف من الرجال في الطوابق السفلى حيث لم يكن هناك ضوء طبيعي أو هواء نقي، ولم يكن هناك سوى القليل من المخصصات للمرضى والجياع. عُومل السجناء بوحشية، لكن معظمهم مات بسبب سوء المرافق الصحية والمرض. دفنت إتش إم إس جيرسي ما يصل إلى ثماني جثث في اليوم، قبل استسلام البريطانيين في معركة يوركتاون في 19 أكتوبر 1781.
كان فورتن محظوظًا لمبادلته بعد أن سجن لسبعة أشهر. أُطلق سراحه المشروط ووعد بعدم القتال في الحرب. مشى من بروكلين إلى فيلادلفيا للعودة إلى والدته وشقيقته. اشترك بالذهاب على متن سفينة تجارية أبحرت إلى إنجلترا. عاش وعمل هناك لأكثر من عام في حوض بناء السفن في لندن.
عندما عاد فورتن إلى فيلادلفيا في عام 1790، أصبح متدربًا لصانع الشراع روبرت بريدجز، مدير العمل السابق لوالده وصديق للعائلة. تعلم فورتن بسرعة في مؤسسة بحرية. كان هذا هو المكان الذي قُطعت فيه أشرعة السفن وخُيطت. قبل انقضاء وقت طويل، ترقى الشاب ليصيح رئيس عمال.

## عمله
بعد تقاعد بريدجز في عام 1798، اشترى فورتن مؤسسة بحرية. من خلال تطوير أداة للمساعدة في مناورة الأشرعة الكبيرة، بحلول عام 1810، كان فورتن قد بنى واحدة من أنجح المؤسسات البحرية في فيلادلفيا. خلق الظروف التي عمل لأجلها في مجتمعة، حيث وظف كُلًا من العمال البيض والسود على حدّ سواء. بسبب حنكته التجارية، أصبح فورتن واحدًا من أغنى رجال فيلادلفيا من بين البيض والسود.